# カステルヌオーヴォ・デル・ガルダ
カステルヌオーヴォ・デル・ガルダ（伊: Castelnuovo del Garda）は、イタリア共和国ヴェネト州ヴェローナ県にある、人口約13,400人の基礎自治体（コムーネ）。

## 地理

### 位置・広がり

#### 隣接コムーネ
隣接するコムーネは以下の通り。括弧内のBSはブレシア県所属を示す。
- ブッソレンゴ
- ラツィーゼ
- ペスキエーラ・デル・ガルダ
- シルミオーネ (BS)
- ソーナ
- ヴァレッジョ・スル・ミンチョ

### 気候分類・地震分類
気候分類では、zona E, 2626 GGに分類される。
また、イタリアの地震リスク階級 (it) では、zona 2 (sismicità media) に分類される。

## 行政

### 分離集落
カステルヌオーヴォ・デル・ガルダには、以下の分離集落（フラツィオーネ）がある。
- Castelnuovo (sede comunale), Cavalcaselle, Oliosi, Ronchi, Sandrà, Camalavicina

## 姉妹都市
- Neustadt an der Aisch、ドイツ 1988年
- トレブニェ、スロベニア 2001年